# Liste des attentats attribués à Al-Qaïda
 (septembre 2023).
La mise en forme du texte ne suit pas les recommandations de Wikipédia : il faut le « wikifier ».
Les points d'amélioration suivants sont les cas les plus fréquents. Le détail des points à revoir est peut-être précisé sur la page de discussion.
- Les titres sont pré-formatés par le logiciel. Ils ne sont ni en capitales, ni en gras.
- Le texte ne doit pas être écrit en capitales (les noms de famille non plus), ni en gras, ni en italique, ni en « petit »…
- Le gras n'est utilisé que pour surligner le titre de l'article dans l'introduction, une seule fois.
- L'italique est rarement utilisé : mots en langue étrangère, titres d'œuvres, noms de bateaux, etc.
- Les citations ne sont pas en italique mais en corps de texte normal. Elles sont entourées par des guillemets français : « et ».
- Les listes à puces sont à éviter, des paragraphes rédigés étant largement préférés. Les tableaux sont à réserver à la présentation de données structurées (résultats, etc.).
- Les appels de note de bas de page (petits chiffres en exposant, introduits par l'outil «  Source ») sont à placer entre la fin de phrase et le point final[comme ça].
- Les liens internes (vers d'autres articles de Wikipédia) sont à choisir avec parcimonie. Créez des liens vers des articles approfondissant le sujet. Les termes génériques sans rapport avec le sujet sont à éviter, ainsi que les répétitions de liens vers un même terme.
- Les liens externes sont à placer uniquement dans une section « Liens externes », à la fin de l'article. Ces liens sont à choisir avec parcimonie suivant les règles définies. Si un lien sert de source à l'article, son insertion dans le texte est à faire par les notes de bas de page.
- La présentation des références doit suivre les conventions bibliographiques. Il est recommandé d'utiliser les modèles {{Ouvrage}}, {{Chapitre}}, {{Article}}, {{Lien web}} et/ou {{Bibliographie}}. Le mode d'édition visuel peut mettre en forme automatiquement les références.
- Insérer une infobox (cadre d'informations à droite) n'est pas obligatoire pour parachever la mise en page.

Pour une aide détaillée, merci de consulter Aide:Wikification.
Si vous pensez que ces points ont été résolus, vous pouvez retirer ce bandeau et améliorer la mise en forme d'un autre article.
Cette liste présente les attentats attribués à l'organisation terroriste Al-Qaïda.

## 1992
- 29 décembre (Yémen) : deux bombes explosent au Movenpick Hôtel et sur le parking du Goldmohur Hôtel, à Aden, hébergeant des soldats américains, se déployant en Somalie. Deux personnes sont tuées, mais pas d'Américains. Ce sont les premiers attentats d'Al-Qaida[1].

## 1993
- 26 février (États-Unis) : un attentat à l'explosif au World Trade Center de New York fait six morts et un millier de blessés[2].

## 1994
- 10 mars (Libye) : Silvan et Vera Becker, un couple d'agents allemands de l'Office fédéral de protection de la constitution (Bundesamt für Verfassungsschutz ou BfV), sont assassinés en Libye. En avril 1998, la Libye obtient d'Interpol un mandat d'arrêt international contre ben Laden et trois autres personnes, accusées du meurtre des Becker et de détention illégale d'armes[3].

## 1995
- 26 juin (Éthiopie) : le président égyptien Hosni Moubarak est l'objet d'une tentative d'assassinat lors du trente et unième sommet de l'OUA à Addis-Abeba[4]. L'attentat a été commis par des membres du Gamaa al-Islamiya (Groupe islamique égyptien) aidés par le Soudan et ben Laden[5].
- 13 novembre (Arabie saoudite) : une voiture piégée explose à Riyad, devant le bâtiment du programme d'entraînement de la Garde nationale saoudienne, tuant cinq Américains et deux Indiens. Quatre personnes condamnées par la justice saoudienne disent avoir été inspirées par plusieurs islamistes radicaux dont Oussama ben Laden[1]. Ben Laden en aurait eu connaissance à l'avance, notamment par un appel téléphonique une demi-heure avant l'attentat[6].
- 19 novembre (Pakistan) : un attentat à la voiture-suicide commis par le Jihad islamique égyptien (dirigé par Ayman Al-Zaouahiri) contre l'ambassade d'Égypte à Islamabad cause la mort de dix-sept personnes. Les autorités égyptiennes accusent ben Laden d'être impliqué[7].

## 1996

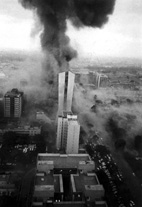
Image de l'attentat des tours de Khobar le 25 juin 1996.

- 25 juin (Arabie saoudite) : un camion piégé explose à l'entrée de la base américaine de Khobar, près de Dhahran, faisant 19 morts et près de 400 blessés. Un groupe appelé le Hezbollah saoudien soutenu par l'Iran est le principal suspect, mais la possibilité d'une implication d'Al-Qaïda a également été soulevée[1].
- Novembre (Philippines) : une bombe est trouvée sous un pont de la ville de Manille que devait emprunter le convoi du président Bill Clinton en visite. L'enquête des services de renseignement américains sur cet incident resté « top secret » l'attribue à Oussama ben Laden[8],[9].

## 1998
- 7 août (Kenya et Tanzanie) : attentats des ambassades américaines en Afrique, deux voitures piégées explosent près des ambassades américaines de Nairobi et de Dar es Salam, faisant au total 224 morts (dont 12 Américains) et 4500 blessés[10].

## 2000

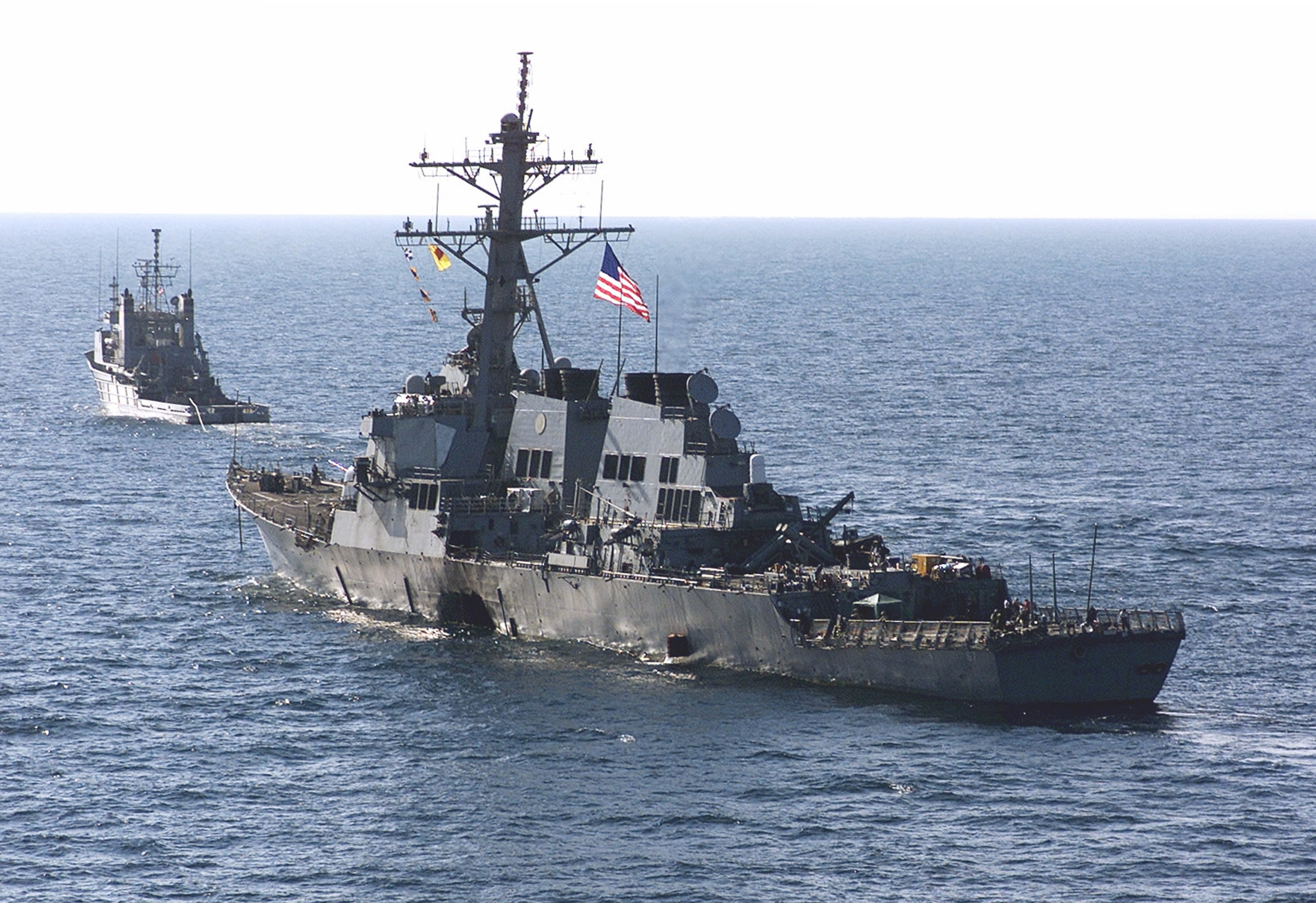
Dégâts sur la coque de l' à la suite de l'attentat d'Al-Qaida.

- 12 octobre (Yémen) : 17 Américains tués et 50 blessés dans une attaque suicide contre le destroyer américain USS Cole à Aden[11].

## 2001
- 9 septembre (Afghanistan) : Ahmed Chah Massoud est tué dans un attentat-suicide d'Al-Qaïda et des talibans en Afghanistan[12].
- 11 septembre (États-Unis) : attentats du 11 septembre 2001, quatre avions de ligne sont détournés, deux d'entre eux sont lancés contre les tours jumelles du World Trade Center à New York et un troisième contre le Pentagone à Washington. Le quatrième avion s'écrase en Pennsylvanie avant d'atteindre sa cible. Le bilan de cette série d'attentats est d'environ 3 000 morts[13].

## 2002
- 17 mars (Pakistan) : une attaque à la grenade dans un temple protestant d'Islamabad, faisant 5 morts et 46 blessés[14].
- 11 avril (Tunisie) : attentat de la Ghriba, 21 personnes (dont 14 Allemands) sont tuées et 30 personnes sont blessées, dans un attentat-suicide contre la synagogue de la Ghriba à Djerba[15].
- 14 juin (Pakistan) : un attentat à la voiture piégée contre le consulat américain à Karachi fait 12 morts[16].
- 5 septembre (Afghanistan) : un attentat contre le président Hamid Karzai à Kaboul fait 30 morts et 50 blessés[17].
- 6 octobre (Yémen) : Un attentat au large du Yémen contre le pétrolier français le Limburg cause la mort d'un de ses membres d'équipage et blesse douze personnes[18].
- 12 octobre (Bali) : triple attentat à la bombe tuant 202 personnes et en blessant 209 autres. La plupart des victimes étaient des touristes étrangers[19],[20].
- 28 octobre
  - (Jordanie) : des travailleurs humanitaires sont tués à Amman.
  - (Kenya) : une attaque contre des touristes israéliens fait 16 morts.
- 28 novembre (Kenya) : 18 personnes sont tuées dans un attentat-suicide contre un hôtel de Mombasa[21]. Le même jour, un avion israélien échappe au tir de deux missiles lors de son décollage de Mombasa[22].
- 30 décembre (Yémen) : trois médecins américains sont tués à Jibla[23].

## 2003
- 12 mai (Arabie saoudite) : un triple attentat-suicide à Riyad, fait 35 morts et 194 blessés. Celui-ci est commis par 15 kamikazes, dans un complexe résidentiel[24].
- 14 mai (Yémen) : un attentat contre le palais de justice fait 4 morts.
- 16 mai 2003 à Casablanca (Maroc) : Cinq attentats suicides, par explosion, sont commis à Casablanca, tuant 33 civils et 12 terroristes[25].
- 7 juin (Afghanistan) : une embuscade contre un bus de militaires allemands fait quatre morts[26].
- 19 août (Irak) : un attentat au camion piégé contre le quartier général de l’ONU à Bagdad fait 22 morts, dont le représentant spécial de l'ONU en Irak, Sérgio Vieira de Mello[27].
- 29 août (Irak) : un attentat à la voiture piégée a lieu devant la mosquée chiite de l’imam Ali à Najaf. Dans cet attentat, il y a 83 morts, dont l'ayatollah Mohammed Baqer Al-Hakim, ainsi que 125 blessés.
- 8 novembre (Arabie saoudite) : un attentat-suicide à la voiture piégée, au sein d'un complexe résidentiel de la banlieue ouest de Riyad, fait 17 morts et une centaine de blessés[24].
- 12 novembre (Irak) : un attentat au camion piégé fait 28 morts, parmi lesquels 19 Italiens. Celui-ci est dirigé contre une base militaire italienne à Nassiriya[24].
- 15 novembre (Turquie) : un double attentat à la voiture piégée contre deux synagogues d'Istanbul fait 25 morts et plus de 300 blessés[28].
- 20 novembre (Turquie) : un double attentat à la voiture piégée contre le consulat-général du Royaume-Uni et le quartier général de la banque britannique HSBC à Istanbul fait 27 morts, dont le consul britannique Roger Short, et plus de 450 blessés[28].

## 2004
- 1er février (Irak) : 117 personnes sont tuées et 133 blessées, dans un double attentat suicide, contre deux sièges des partis kurdes (le Parti démocratique du Kurdistan et l'Union patriotique du Kurdistan) à Erbil[29],[30].
- 27 février (Philippines) : une bombe explose dans un ferry de Manille. Celle-ci tue 63 personnes sur le moment et cause la disparition de 53 personnes, présumées mortes par la suite.
- 2 mars (Irak) : quatre explosions détruisent le parvis de la mosquée chiite de Kadhimiya, lors de la fête de l'achoura. À Kerbala, des tirs de roquettes sont lancés contre le mausolée d'Abbas. Le bilan de ces opérations est lourd : 171 morts, 556 blessés[31].
- 11 mars (Espagne) : 191 morts et plus de 1800 blessées lors d'attentats à la bombe à bord de trains de banlieue de Madrid[32].
- 2 avril (Espagne) : attentat à la bombe avorté, contre le train Madrid-Séville[33].
- 28 mai (Arabie saoudite) : vingt-deux morts après l'assaut donné contre des membres présumés d'Al-Qaïda qui retenaient depuis la veille une cinquantaine de personnes en otage dans un immeuble d'un complexe résidentiel.
- 7 octobre (Égypte) : trois attentats à la voiture piégée font 34 morts et 105 blessés. Ceux-ci visent un hôtel et deux camps de vacances aux environs de Taba ; dans la région du Sinaï[34],[35].

## 2005
- 4 juin (Mauritanie) : attaque contre la caserne militaire de Lemgheity, 20 personnes tuées (15 soldats et 5 assaillants)[36].
- 7 juillet (Royaume-Uni) : A Londres, 56 morts et 700 blessés[37], mais des incertitudes demeurent sur l'implication d'Al-Qaïda, d'après un rapport du 11 mai 2006, de la commission sur les renseignements et la sécurité (ISC) du parlement britannique[38].
- 16 juillet (Irak) : un kamikaze fait exploser un camion-citerne rempli de gaz, près d'une mosquée chiite à Moussayeb, au sud de Bagdad. Le bilan fait état de 98 personnes tuées et de 156 blessés[39].
- 21 juillet (Royaume-Uni) : second attentat à Londres : attentats ratés contre un autobus et trois rames de métro à Londres[40]. Une seule bombe explose, ne provoquant qu'un blessé. Plus tard, un homme fut tué par erreur par des membres des services antiterroristes, qui le pensaient responsable des attentats.
- 23 juillet (Égypte) : Attentats à Charm el-Cheikh. Plusieurs attentats simultanés font 88 morts et 110 blessés, dans la station balnéaire de Charm el-Cheikh[41].
- 14 septembre (Irak) : Al-Qaïda revendique onze attentats, dans la même journée, à Bagdad pour venger les sunnites tués lors de la bataille de Tall Afar. Le bilan fait état de 150 morts et de 230 blessés[42],[43],[44].
- 16 septembre (Suède) : attentat avorté au cocktail molotov contre un bureau de vote de Stockholm réservé aux expatriés irakiens, revendiqué par une branche d'Al-Qaïda en Suède[45].
- 1er octobre (Bali): Plusieurs attentats d'Al-Qaïda ont lieu dans les stations balnéaires de Jimbaran et de Kuta, dans des cafés et restaurants. Ceux-ci font 23 morts et environ 150 blessés[46].
- 18 novembre (Irak) : des attentats-suicides contre deux mosquées chiites à Khanaqin font 78 morts et 90 blessés[47].
- 9 décembre 2005 à Amman (Jordanie) : trois attentats-suicides contre trois hôtels à Amman font 63 morts et plus de 350 blessés. Ceux-ci sont revendiqués par Al-Qaida en Irak[48].

## 2006
- 22 février (Irak) : un attentat détruit une partie du sanctuaire Al-Askari à Samarra. Celui-ci est attribué à Al-Qaïda[49].
- 11 juillet (Inde) : sept attentats à la bombe, dans des gares et trains de banlieue de Bombay, en Inde, font 209 morts et 714 blessés[50],[51].
- 23 novembre (Irak) : plusieurs attentats simultanés (quatre voitures piégées et environ dix obus de mortiers explosent) font 215 morts et 256 blessées. Ceux-ci ont lieu dans le quartier chiite de Bagdad, Sadr City[52],[53].

## 2007
- 13 février (Algérie) : 7 attentats simultanés ont eu lieu en Kabylie, 6 personnes tuées et 13 blessés[54].
- 11 mars (Maroc) : un homme se tue, à l'aide d'une ceinture explosive, en blessant quatre personnes dans un cybercafé de Sidi Moumen, dans l'arrondissement de Casablanca. Les autorités marocaines le soupçonnent d'être affilié à « une organisation islamiste radicale »[55].
- 11 avril 2007 à Alger (Algérie) : Al-Qaïda revendique un double attentat à Alger, visant le palais du gouvernement et le commissariat de police de Bab Ezzouar. Ces attentats font au moins 33 morts et plus de 220 blessés[56].
- 18 avril (Irak) : cinq attentats à Bagdad, 200 tués et 251 blessés[57].
- 13 juin (Irak) : une partie de la mosquée d'Or est de nouveau détruite par un attentat attribué à Al-Qaïda[58].
- 19 juin (Irak) : un attentat contre une mosquée chiite à Bagdad fait 87 morts et 218 blessés[59].
- 2 juillet (Yémen) : 10 personnes sont tuées et 12 autres blessées, dans un attentat à la voiture piégée, dans la province de Marib[60],[61].
- 11 juillet (Algérie) : 10 militaires sont tués et 35 blessés dans l'attentat-suicide au camion piégé contre une caserne de l'armée à Lakhdaria[62].
- 7 septembre (Algérie) : 22 morts dans un attentat à Batna, dans l'Est algérien, avant l'arrivée du président Abdelaziz Bouteflika[63].
- 8 9 septembre (Algérie) : deux attentats frappent les localités de Dellys et Batna, et font au moins 52 morts et 147 blessés[64].
- 14 août (Irak) : quatre attentats-suicides simultanés à Qahtaniya et Jazeera, 796 morts et plus de 1 500 blessés[65]. Ce sont les attentats les plus meurtriers depuis ceux du 11 septembre 2001 et les plus meurtriers de la guerre d'Irak.
- 11 décembre 2007 à Alger (Algérie) : deux attentats kamikazes, visant le conseil constitutionnel, la cour suprême et des bâtiments de l'ONU ; sont revendiqués par AQMI. Ceux-ci font 72 morts, selon la presse (El Watan), et plus de 200 blessés[66].
- 24 décembre (Mauritanie) : 4 touristes français tués dans une attaque à l'est de la ville d'Aleg[67].
- 27 décembre (Pakistan) : attentat tuant Benazir Bhutto et 20 autres personnes, et blessant plusieurs dizaines d'autres. D'après le gouvernement pakistanais, l'attentat aurait été revendiqué par Al-Qaïda, ce que les intéressés ont démenti. Voir l'article détaillé : Assassinat de Benazir Bhutto.

## 2008
- 2 janvier (Algérie) : attentat suicide à proximité d'un commissariat de Naciria, 4 policiers tués[57].
- 9 janvier (Irak) : un attentat à la voiture piégée fait 5 morts et au moins 40 blessés.
- 18 janvier (Yémen) : embuscade à Wadi Hadramaout, deux femmes belges sont tuées par balles et quatre touristes belges blessés[68].
- 29 janvier (Algérie) : attentat à la voiture piégée contre le commissariat de Thenia, 4 morts et 20 blessés[69].
- 13 mai (Algérie) : 6 soldats algériens assassinés dans une embuscade à Médéa[70].
- 2 juin (Pakistan) : un attentat à la voiture piégée contre l'ambassade danoise à Islamabad au Pakistan fait 6 morts et 24 blessés[71].
- 4 et 5 juin (Algérie) : 2 attentats contre une caserne de la Garde républicaine algérienne à Bordj El Kiffan et un convoi militaire à Dellys, 9 soldats tués[72].
- 8 juin (Algérie) : attentat près de la ville de Lakhdaria, faisant 13 morts (dont 1 Français)[73].
- 17 juin (Irak) : un attentat à la voiture piégée contre un arrêt de bus fait 51 morts et 75 blessés à Bagdad[74].
- 26 juin (Irak) : un attentat-suicide contre un meeting de cheikh fait 18 morts et 25 blessés dans la province Al-Anbar[75].
- 9 juillet (Turquie) : une fusillade contre le consulat des États-Unis à Istanbul fait 6 morts (3 assaillants et 3 policiers), et 2 blessés[76].
- 6 août (Mauritanie) : une embuscade meurtrière, tendue contre une patrouille militaire, provoque la mort de 12 soldats[36].
- 19 août (Algérie) : attentat contre une école de gendarmerie des Issers, 48 tués et 45 blessés[77].
- 20 août (Algérie) : deux voitures piégées explosent à Bouira, 12 tués et 42 blessés[77].
- 17 septembre (Yémen) : attentat à la voiture piégée, faisant 16 morts, sur l'ambassade des États-Unis à Sanaa, revendiqué par le Jihad islamique au Yémen, branche liée à Al-Qaïda[68].
- 20 septembre (Pakistan) : attentat de l'hôtel Marriott, 55 morts et 266 blessés[78].

## 2009
- 23 avril (Irak) : deux attentats-suicides à Bagdad et Muqdadiya font 76 morts et au moins 103 blessés[79].
- 1er juin (États-Unis) : une fusillade à Little Rock tue 1 soldat et en blesse un autre. Le suspect revendiqua cette attaque au nom d'Al-Qaida[réf. souhaitée].
- 10 juin (Mali) : Lamana Ould Bou est assassiné par balles à son domicile de Tombouctou[80].
- 17 juin (Algérie) : embuscade tendue près de Bordj Bou Arreridj, contre un convoi de police, 18 gendarmes et 1 civil tués[81].
- 20 juin (Irak) : un attentat dans la ville de Taza (ville peuplée a majorité de Turkmènes chiites) fait 73 morts et 254 blessés[82].
- 23 juin (Mauritanie) : un ressortissant américain est tué par balles alors qu'il sortait de sa voiture à Nouakchott[83].
- 4 juillet (Mauritanie) : 28 soldats sont tués dans l'attaque d'un convoi militaire dans le nord du Mali[63].
- 29 juillet (Algérie) : embuscade meurtrière à l'ouest d'Alger, 11 soldats algériens tués[84].
- 8 août (Mauritanie) : un attentat-suicide près de l'ambassade de France à Nouakchott fait un mort, le kamikaze, et trois blessés légers, dont deux gendarmes français[63].
- 19 août (Irak) : sextuple attentat à Bagdad, qui fait 95 morts et plus de 550 blessés[85].
- 25 octobre (Irak) : un double attentat à la voiture piégée fait entre 99 et 155 morts et plus de 500 blessés à Bagdad.
- 5 novembre (États-Unis) : fusillade de Fort Hood, 12 tués et 30 blessés[86].
- 8 décembre (Irak) : une série d'attentats-suicide tue 127 personnes et fait 448 blessés à Bagdad. L'État islamique d'Irak revendique la responsabilité de cet attentat[87].
- 26 décembre (États-Unis) : attentat raté dans un avion en provenance d'Amsterdam, l'auteur ainsi que deux passagers sont blessés[88].
- 30 décembre (Afghanistan) : attentat suicide contre une base de la CIA à Khost, 8 morts[89].

## 2010
- 1er janvier (Pakistan) : 101 morts et 69 blessés dans un attentat-suicide au cours d'un match de volley-ball dans le nord-ouest[90].
- 25 janvier (Irak) : trois attentats-suicides le jour de l'exécution d'Ali Hassan al-Majid font 41 morts et 110 blessés à Bagdad. Ces attentats sont revendiqués par "L'État islamique d'Irak"[91].
- 8 mars (Niger) : attentat suicide, dans la région de Tilwa, dans une caserne de l'armée nigérienne, au moins 8 morts[92].
- 12 mars (Pakistan) : 57 morts et 134 blessés dans un double attentat-suicide visant des militaires, à proximité d'un marché fréquenté à Lahore[90].
- 13 mars (Afghanistan) : sept bombes explosent à Kandahar, berceau des Talibans, faisant 35 morts et 57 blessés[93].
- 4 avril (Irak) : un triple attentat suicide contre les ambassades d'Iran, d'Égypte et de Syrie fait une quarantaine de morts et plus de 200 blessés à Bagdad[94].
- 5 avril (Pakistan) : 51 morts dans un attentat-suicide lors d'un rassemblement en plein air d'un parti politique laïc opposé aux insurgés islamistes, à Timargarah[90].
- 13 avril (Irak) : un attentat contre la chaîne de télévision Al-Rasheed TV à Bassorah fait cinq morts et treize blessés[95].
- 14 avril (Irak) : un attentat à la voiture piégée tue un chef du département antiterroriste de la police en Irak à Bagdad[95].
- 17 avril (Pakistan) : 41 morts dans deux attentats-suicide commis par deux kamikazes en burqa au moment de la distribution de l'aide dans un camp de personnes déplacées dans le nord-ouest[90].
- 23 avril (Irak) : au moins 52 personnes périssent dans une vague d'attentats anti-chiites à Bagdad.
- 24 avril (Irak) : plusieurs véhicules piégés explosent à Bagdad, tuant 72 personnes et en blessant une centaine d'autres.
- 26 avril (Yémen) : un attentat suicide contre l'ambassadeur britannique au Yémen à Sanaa fait deux blessés. L'ambassadeur en sort indemne[96].
- 10 mai (Irak) : environ soixante attaques d'Al-Qaïda dans plusieurs villes font au moins 110 morts et 500 blessés[97].
- 28 mai (Pakistan) : attaques simultanées suicides à Lahore, au moins 80 tués et 108 blessés[98].
- 31 mai (Pakistan) : attaque contre un hôpital à Lahore, au moins douze morts[99].
- 17 juin (Irak) : une attaque contre la banque centrale d'Irak à Bagdad fait 18 morts et 55 blessés.
- 19 juin (Yémen) : attaque des locaux du service de renseignements dans la ville portuaire d'Aden, treize morts.
- 30 juin (Algérie) : attaque à Tinzaouatine, onze gendarmes algériens tués[100].
- 1er juillet (Pakistan) : 43 personnes sont tuées et 175 blessées dans deux attentats-suicide commis dans un mausolée soufi bondé de pèlerins musulmans à Lahore[90].
- 9 juillet (Pakistan) : un attentat-suicide fait 65 morts et une centaine de blessés, près d'un bureau de l'administration publique, dans la province pakistanaise de Mohmand[90].
- 14 juillet (Yémen) : attaque des sièges des renseignements et de la sécurité de la province d'Abyan, au moins cinq morts[101].
- 17 juillet (Irak) : double attentat contre une base de l'armée irakienne à l'ouest de Bagdad. Cette attaque a fait 43 morts et 40 blessés[102].
- 22 juillet (Yémen) : embuscade dans la province de Chabwa contre une patrouille de l'armée yéménite, six morts[103].
- 24 juillet (Maghreb) : un humanitaire français, Michel Germaneau, est exécuté par Al-Qaïda au Maghreb islamique[104].
- 25 juillet (Irak) : triple attentat suicide à la voiture piégé dans la ville de Kerbala, contre la chaîne satellitaire Al-Arabiya, 25 morts et 63 blessés[105].
- 29 juillet (Irak) : série d'attaques et d'accrochages à Azamiya, un quartier sunnite situé dans le nord de Bagdad, seize morts et 24 blessés.

## 2011
- 28 avril (Maroc) : 17 morts (8 Français, 3 Marocains, 2 Suisses, 1 Britannique, 1 Canadien, 1 Néerlandais et 1 Portugais) dans l'explosion d'une bombe dans un café à Marrakech. La bombe aurait été placée à l'avance puis déclenchée à distance à l'aide d'un téléphone mobile. Encore non revendiqué le 3 mai 2011, l'attentat est attribué à Al-Qaïda au Maghreb islamique[106],[107], qui nie cependant en être responsable[108].
- 13 mai (Pakistan) : Double attentat-suicide, devant un centre d'entraînement de la police des frontières, en riposte à la mort d'Oussama ben Laden, avec 80 morts et 140 blessés[109].
- 27 août (Algérie) : Double attentat-suicide contre la caserne de Cherchell, au moins 18 morts et 26 blessés[110].
- 23 octobre (Algérie) : Deux humanitaires espagnols ainsi qu'une Italienne auraient été enlevés par une branche algérienne d'AQMI[111].

## 2012
- 16 janvier (Yémen) : 2 morts (2 soldats yéménites), lors de la prise de la ville de Raddah par Al-Qaïda[112].
- 11 au 22  mars (France) : Les 7 meurtres imputés à Mohamed Merah, lors des attentats de mars 2012 à Toulouse et Montauban ont été revendiqués par "Jund ak-Khilifah", une organisation proche d'Al-Qaïda au Maghreb islamique[113]. Mohamed Merah lui-même aurait fait part de sa proximité avec le mouvement terroriste. Bernard Squarcini, directeur de la DCRI, a qualifié de peu vraisemblable l'appartenance de Merah à ce réseau, privilégiant la piste d'une initiative isolée[114], et ce malgré l'existence de zones d'ombres autour de voyages que ce dernier a réalisé en Afghanistan et au Pakistan en 2010 et 2011[115]. Il y aurait notamment reçu un entraînement au maniement des armes[116].
- 21 mai (Yémen) : un attentat-suicide frappe un défilé militaire célébrant le 22e anniversaire de l'unification du pays et fait 100 morts parmi les soldats à Saana. L'attentat, revendiqué par Al-Qaïda dans la péninsule arabique, est attribué à un agent infiltré au sein de la sécurité centrale[117].
- 4 juin (Irak) : un attentat-suicide à la voiture piégée frappe une fondation religieuse chiite à Bagdad, faisant 25 morts et une soixantaine de blessés. La branche irakienne de la nébuleuse, Al-Qaïda en Irak, revendique l'attaque[118].
- 13 juin, (Irak) : une série d'attaques commises au cours de la célébration d'une fête religieuse chiite entraîne la mort de 72 personnes et fait plus de 250 blessés. L'attaque est revendiquée par la branche irakienne d'Al-Qaïda[119].
- 10 juillet (Irak) : la branche irakienne d'Al-Qaïda revendique plus d'une quarantaine d'attentats à travers le pays, étalés sur plusieurs mois[120].
- 11 juillet (Yémen) : un attentat-suicide frappe une école de police à Saana, causant la mort de plus de 20 personnes. L'attaque est revendiquée par la branche yéménite d'Al-Qaïda (AQPA)[121].
- 23 juillet (Irak) : une série d'attentats à la bombe touche treize villes et cause la mort de 103 personnes à travers le pays[122]. La série d'attaques est revendiquée par l'État islamique d'Irak, branche irakienne d'Al-Qaida[123].
- 13 août 2012 (Irak) : l'État islamique d'Irak revendique la responsabilité de 28 attaques perpétrées en Irak entre mi-juin et fin juillet, dont une ayant visé un département de lutte contre le terrorisme à Bagdad le 31 juillet 2012[124].
- 19 octobre 2012 (Yémen) : un attentat-suicide mené par des membres d'Al-Qaïda dans la péninsule arabique contre un camp militaire dans le sud du pays cause la mort de 14 soldats yéménites[125].
- 29 octobre 2012 (Irak): l'État islamique d'Irak revendique la responsabilité d'une série d'attentats commis durant la fête musulmane de l'Adha qui ont entraîné la mort de 44 personnes à travers le pays[126].
- 5 novembre 2012 (Arabie saoudite) : deux gardes-frontières sont tués dans une embuscade tendue par des éléments armés d'Al-Qaïda qui tentaient de franchir la frontière en direction du Yémen. Onze assaillants ont été arrêtés par les autorités saoudiennes[127].

## 2015
- 7 janvier 2015 (France) : un attentat au siège parisien de Charlie Hebdo, douze morts et quatre blessés graves[128].

## 2017
- 3 avril 2017 (Russie) : Un attentat suicide à la bombe artisanale dans le métro de Saint-Pétersbourg commis par Akbarjon Djalilov, un ressortissant kirghize, fait 14 mort et 53 blessée[129]. Le 25 avril 2017, le Bataillon de l'imam Chami, un groupe affilié à Al-Qaïda, revendique cet attentat[130], réalisé sur ordre d'Ayman al-Zawahiri[131].

## 2019
- 6 décembre 2019 (États-Unis) : attentat de la base aéronavale de Pensacola le 6 décembre 2019, revendiqué par Al-Qaïda dans la péninsule arabique, quatre morts, dont l'auteur.